# Karenus Kristofer Thinn
Karenus Kristofer Thinn (Østre Toten, 19 de dezembro de 1850 - 24 de março de 1942) foi um juiz norueguês.
Ele nasceu em Østre Toten e, desde 1891, foi juiz (lagmann) em Hålogaland, Borgarting e Agder. Em 1902, foi nomeado assessor extraordinário da Suprema Corte. De 1909 a 1920, ele serviu como seu décimo chefe de justiça.
Ele foi nomeado comandante com a estrela da Ordem de São Paulo.